# Кристофър Райх
Кристофър Райх (на английски: Christopher Reich) е американски писател на бестселъри в жанра трилър.

## Биография и творчество
Кристофър Райх е роден на 12 ноември 1961 г. в Токио, Япония, където баща му е туристически представител. Син на Уили Волфганг и Милдред Райх. През 1965 г. се връща със семейството си в САЩ. Учи в училище „Кърл Къртис“ и в мъжката гимназия „Харвард“, която завършва през 1979 г. Получава бакалавърска степен по международни отношения и златен медал от Джорджтаунския университет и магистърска степен по икономика от Университета на Тексас в Остин.
Работи в швейцарската „Юнион банк“ в Женева и Цюрих като мениджър, а после като специалист по „Сливания и придобивания“ до 1991 г. В периода 1992 – 1995 г. е главен изпълнителен директор на фирмата за часовници „Джорджо Бевърли Хилс“ в Ньошател, Швейцария. През юли 1994 г. се жени за Сузане Уелуенд, швейцарка. Имат син – Ноел.
През 1995 г., когато е в разцвета на кариерата си Райх решава да се отдаде на едно ново занимание, за което си мечтае. Напуска работата си и, заедно със съпругата си и спестените пари, се премества в Остин, Тексас, за да пише.
Първият му трилър „Кодирана сметка“ е издаден, със съдействието на Джеймс Патерсън, през 1998 г. и бързо става бестселър на международния пазар, а той получава хонорар от 2 милиона долара.
През 2008 г. излиза шпионския му трилърът „Правилата на измамата“ от поредицата „Джонатан Рансъм“. Главен герой е д-р Джонатан Рансъм, хирург от „Лекари без граници“ и планинар от световна класа. Той попада в мрежа от международни заговори, световен тероризъм и борба за преразпределение на територии и пари, сред герои с интересно минало, объркано настояще и неясно бъдеще.
Кристофър Райх живее със семейството си в Ранчо Санта Фе, Калифорния и в Швейцария.

## Произведения

### Самостоятелни романи
- Numbered Account (1998)
Кодирана сметка, изд.: ИК „Хермес“, Пловдив (1998, 2007), прев. Огнян Алтънчев
- The Runner (2000)
Белия лъв, изд.: ИК „Хермес“, Пловдив (2000), прев. Огнян Алтънчев
- The First Billion (2002)
Първият милиард, изд.: ИК „Хермес“, Пловдив (2003), прев. Огнян Алтънчев
- The Devil's Banker (2003)
Банкер на дявола, изд.: ИК „Хермес“, Пловдив (2005), изд. „СББ Медиа“ (2014), прев. Огнян Алтънчев
Банкер на дявола, изд. „Арт Етърнал Дистрибушън“, (2015), прев. Николай Добрянов
- The Patriots' Club (2005)
Клубът на патриотите, изд.: ИК „Хермес“, Пловдив (2006), прев. Диана Кутева, Стамен Стойчев
- The Prince of Risk (2013)
Игра на милиарди, изд.: „Сиела“, София (2017), прев. Коста Сивов
- Invasion of Privacy (2015)
Абсолютен контрол, изд.: „Сиела“, София (2015), прев. Христо Димитров

### Серия „Джонатан Рансъм“ (Jonathan Ransom)
1. Rules of Deception (2008)
Правилата на измамата, изд.: ИК „Хермес“, Пловдив (2008), прев. Калина Кирякова
Правилата на измамата, изд. „Арт Етърнал Дистрибушън“, (2015), прев. Николай Добрянов
2. Rules of Vengeance (2009)
Правилата на отмъщението, изд.: ИК „Хермес“, Пловдив (2010), прев. Калина Кирякова
Правилата на отмъщението, изд. „Арт Етърнал Дистрибушън“, (2015), прев. Веселин Сирков
3. Rules of Betrayal (2010)
Правилата на предателството, изд.: ИК „Хермес“, Пловдив (2011), прев. Калина Кирякова
Правилата на предателството, изд. „Арт Етърнал Дистрибушън“, (2015), прев. Константин Георгиев

### Серия „Саймън Риске“ (Simon Riske)
1. The Take (2018)
2. Crown Jewel (2019)
3. The Palace (2020)

### Новели
- Assassins (2017)